# Isolepis
Isolepis es un género de plantas herbáceas de la familia Cyperaceae.  Comprende 503 especies descritas y de estas, solo 75 aceptadas.

## Descripción
Son plantas anuales pequeñas, fasciculadas, con raíces fibrosas o perennes delgadas. Tallos generalmente de menos de 30 cm, foliosos o afilos. Inflorescencia una espiga ovoide terminal o seudolateral o un haz de pocas a varias espigas sésiles, raramente desarrollando una rama pediculada; espigas con pocas escamas florales glumiformes ovadas insertadas en espiral representando bractéolas abaxiales, cada una encerrando una flor. Glumas verdaderas o sus vestigios ausentes. Flores bisexuales; perianto típicamente ausente; estambres 1-3, estigmas 2-3, largos. Aquenios obovoides a subglobosos, lenticulares o trígonos, apiculados, constrictos en la base arriba de un corto estípite, estriados longitudinalmente o lisos.

## Taxonomía
El género fue descrito por Robert Brown y publicado en Prodromus Florae Novae Hollandiae 221. 1810. La especie tipo es: Isolepis setacea (L.) R. Br. 

## Especies seleccionadas
- Isolepis abyssinica
- Isolepis acaulis
- Isolepis acicularis
- Isolepis aciformis
- Isolepis acrostachya
- Isolepis acugnana
- Isolepis acuminata
- Isolepis brevicaulis
- Isolepis cernua
- Isolepis costata
- Isolepis diabolica
- Isolepis digitata
- Isolepis fluitans
- Isolepis hystrix
- Isolepis incomtula
- Isolepis inconspicua
- Isolepis inyangensis
- Isolepis levynsiana
- Isolepis leucoloma
- Isolepis marginata
- Isolepis minuta
- Isolepis natans
- Isolepis prolifer
- Isolepis pusilla
- Isolepis rubicundus
- Isolepis sepulcralis
- Isolepis setacea
- Isolepis sororia
- Isolepis striata